# Stadio André Kamperveen
Lo stadio André Kamperveen (in olandese André Kamperveen Stadion), chiamato anche stadio Nazionale (in olandese National Stadion), è uno stadio della città di Paramaribo, in Suriname. Ospita le partite casalinghe dello Sport Vereniging Robinhood e dei rivali Transvaal, unica squadra del Suriname ad aver vinto la CONCACAF Champions League. Lo stadio conta circa 7 100 posti.